# Karl Eberhard Schöngarth

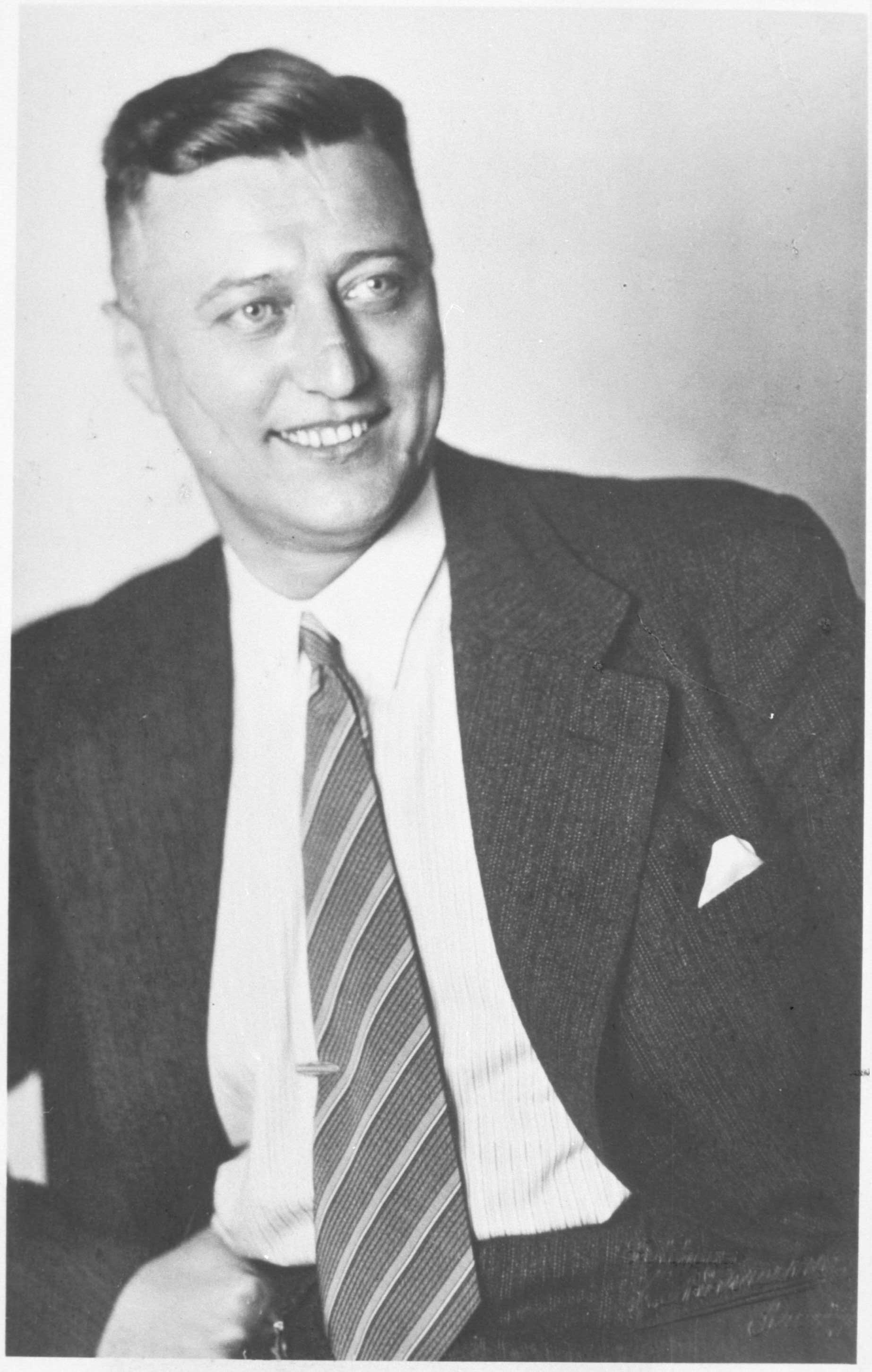
Schöngarth

Karl Georg Eberhard Schöngarth (* 22. April 1903 in Leipzig; † 16. Mai 1946 in Hameln) war ein deutscher Jurist, SS-Brigadeführer, Generalmajor der Polizei, Chef der Gestapo Dortmund, Befehlshaber der Sicherheitspolizei und des SD (BdS) im Generalgouvernement, Führer der Einsatzgruppe z. b. V. in Galizien und BdS in den Niederlanden. Schöngarth wurde von einem britischen Militärgericht wegen Kriegsverbrechen zum Tode verurteilt und am 16. Mai 1946 im Gefängnis Hameln hingerichtet.

## Herkunft und Studium
Sein Vater war Betriebsleiter einer Brauerei in Erfurt. Seine Mutter stammte aus dem ländlichen Umland von Leipzig. Schöngarth hatte zwei Brüder, von denen einer schon jung starb. Der andere war später im Handel tätig, wurde Berufssoldat und fiel im Juni 1944 in Witebsk. Das Elternhaus war stark nationalistisch gefärbt.
Schöngarth besuchte die Städtische Oberrealschule in Erfurt und nahm noch während seiner Schulzeit, mit 17 Jahren, 1920 als Freikorpskämpfer am Kapp-Putsch teil (als Mitglied des Freikorps Thüringen). 1921 trat er dem Jungdeutschen Bund bei, legte 1922 sein Abitur ab und arbeitete von 1922 bis 1924 als Bankangestellter in einer Filiale der Deutschen Bank in Erfurt. 1922 wurde Schöngarth Mitglied des Wiking-Bundes, trat im gleichen Jahr (5. November 1922) in die gerade erst gegründete Ortsgruppe Erfurt der NSDAP (Mitgliedsnummer 43.870) ein und wurde gleichzeitig Mitglied der SA. Nach dem Hitlerputsch 1923 wurde er verhaftet, wegen Vorbereitung zum Hochverrat angeklagt, dann in der Folge der allgemeinen Amnestie wieder auf freien Fuß gesetzt.
Er trat für kurze Zeit in die Reichswehr ein (Mai – Oktober 1924/Inf.Reg.I/15 in Gießen). Inzwischen hatte die Regierung Stresemann die Wirtschaftskrise, in der Deutschland sich befand, halbwegs in den Griff bekommen und die Währung stabilisieren können. Diese Phase relativer Stabilität der Weimarer Republik spiegelte sich auch im Leben von Karl Georg Eberhard Schöngarth wider.
1924 nahm er ein rechts- und staatswissenschaftliches Studium an der Universität Leipzig auf. Während seines Studiums wurde er 1924 Mitglied der Leipziger Burschenschaft Germania, der er bis 1937 angehörte. Er studierte vier Semester in Leipzig, ein Semester in Greifswald, ein Semester in Halle (Saale) und legte am 12. Juli 1928 die erste juristische Staatsprüfung am Oberlandesgericht Naumburg ab. Nach einem nur halbjährigen Studium am Institut für Arbeitsrecht in Leipzig wurde er am 26. Juni 1929 an der Juristischen Fakultät der Universität Leipzig mit einer Dissertation über Die Zurückweisung von Kündigungen des Arbeitsvertrages promoviert.
Politisch betätigte sich Schöngarth in dieser Zeit nur noch sporadisch. Er besuchte im Jahre 1926 auch noch den Parteitag der NSDAP, aber Ausbildung und (zivile) Karriere schienen in dieser Zeit für ihn ganz im Vordergrund zu stehen. Von Januar 1929 bis Dezember 1931 war er Referendar beim Amts- und Landgericht in Erfurt und beim Oberlandesgericht Naumburg. Am 6. Juni 1932 legte er die Große Juristische Staatsprüfung in Berlin ab, wurde zum Gerichtsassessor ernannt, und war dann bis zum Oktober 1933 als Hilfsrichter an den Landgerichten Magdeburg, Erfurt und Torgau tätig.
Nach der Machtübernahme trat Schöngarth erneut in die NSDAP (Mitgliedsnummer 2.848.857) sowie erstmals in die SS (SS-Nr. 67.174) ein.

## Aufstieg
Ab November 1933 war Schöngarth bei der Reichspostdirektion in Erfurt beschäftigt. Am 1. November 1935 trat er in den Dienst der Gestapo.
Schöngarth war danach Leiter der Staatspolizeistelle Dortmund (1937–1938), Bielefeld (1937–1938), Leiter der Stapo-(Staatspolizei)-Leitstelle Münster (1938–1939), 1939 dann Inspekteur der Sicherheitspolizei und des SD (IdS) des Wehrkreises IV (Sachsen) mit Sitz in Dresden.
Am 9. November 1936 wurde er zum SS-Untersturmführer ernannt, als Teilnehmer der Wannseekonferenz war er SS-Oberführer und 1943 war er SS-Brigadeführer.
Am 16. März 1935, kurz vor seinem 32. Geburtstag, heiratete er die zwei Jahre ältere Lehrerin Dorothea Groß und am 15. Oktober 1936 wurde der ältere seiner zwei Söhne geboren. Der zweite Sohn kam am 19. Februar 1940 zur Welt.

## BdS im Generalgouvernement und Führer der Einsatzgruppe z. b. V. in Galizien
Am 30. Januar 1941 wurde Schöngarth zum Befehlshaber der Sicherheitspolizei und des SD (BdS) für das Generalgouvernement mit Sitz in Krakau ernannt.
Mit Beginn des Krieges gegen die Sowjetunion wurden für sicherheitspolizeiliche Aufgaben hinter der kämpfenden Truppe und zur Durchführung rassenpolitischer Ziele vier Einsatzgruppen der Sicherheitspolizei und des SD eingesetzt. Im Zug des raschen Vormarsches des Heeres und der ihm folgenden Einsatzgruppen töteten diese Hunderttausende von Juden und Polen, mehr als einer Million Juden gelang jedoch rechtzeitig die Flucht. Zusätzlich stellte sich schon bald heraus, dass zahlreiche jüdische Gemeinden einfach von den Einsatzgruppen übersehen wurden. Zur Ausnutzung des Überraschungseffektes folgte daher unmittelbar nach der ersten Tötungswelle eine zweite, die die Ermordung der bislang Überlebenden zum Ziel hatte.
Als BdS im Generalgouvernement beantragte Schöngarth daher beim Chef des Reichssicherheitshauptamtes (RSHA) Reinhard Heydrich die Schaffung zusätzlicher „Einsatzkommandos bzw. Einsatztrupps“ für Galizien. Schon Anfang Juli 1941 meldete er Heydrich, dass „Einsatzkommandos“ in Lemberg, Brest-Litowsk und Białystok stationiert worden seien, während für die Städte Pinsk, Luzk, Riwne, Kowel, Rawa Ruska, Nawahradak, Baranawitschy und Hrodna „Einsatztrupps“ abgestellt worden seien. Die genannten Einheiten leitete Schöngarth mit einem kleinen Stab von Lemberg aus. Später wurden diese Einheiten als „Einsatzkommando zur besonderen Verwendung“ bezeichnet.
Die Einsatzgruppe z. b. V. dokumentierte in den Ereignismeldungen (Nr. 32, 38, 43, 44, 47, 56, 58, 66, 67 und 78) Erschießungen, die in die Zehntausende gehen. Die Einheit wurde im Herbst 1941 wieder aufgelöst.
Im November 1941 erließ Schöngarth den „Schießbefehl“, nach dem Juden, die außerhalb der Ghettos angetroffen wurden, standrechtlich erschossen werden sollten.
Im Juni 1943 war Schöngarth an der „Enterdungsaktion“, also der Vernichtung der Spuren der Einsatzgruppen der Sicherheitspolizei und des SD durch Öffnen der Massengräber und Verbrennung der Leichen, beteiligt. Beauftragt damit war das Sonderkommando 1005 unter Führung von SS-Standartenführer Paul Blobel.
Seine Funktion als BdS im Generalgouvernement nahm Schöngarth bis zum 9. Juli 1943 wahr.

## Teilnahme an der Wannseekonferenz
Am 20. Januar 1942 fand in einer Villa am Großen Wannsee Nr. 56/58 die Wannseekonferenz zur Organisation und Koordination der „Endlösung der Judenfrage“ statt, an der fünfzehn hochrangige Vertreter der Reichsregierung teilnahmen. Gastgeber war der Chef des RSHA Reinhard Heydrich, Protokollführer Adolf Eichmann.
Aus dem Generalgouvernement nahm neben Schöngarth auch Josef Bühler, Staatssekretär und Stellvertreter von Generalgouverneur Hans Frank teil. Für die Polizei wurde Schöngarth als BdS des Generalgouvernements nach Berlin entsandt. Dem Rang nach hätte allerdings nicht er, sondern der Höhere SS- und Polizeiführer Ost, Friedrich-Wilhelm Krüger, teilnehmen müssen. Doch dieser war nicht eingeladen worden. Historiker vermuten als Grund dafür die bekannten Animositäten zwischen Krüger und der Zivilverwaltung des Generalgouvernements bzw. die Unterstellung Schöngarths unter Heydrich, während Krüger als HSSPF Himmler gegenüber direkt verantwortlich war.

## BdS in den Niederlanden
Nach seiner Ablösung als BdS im Generalgouvernement am 9. Juli 1943, wurde Schöngarth im September 1943 zeitweise zur Waffen-SS versetzt und kam von Oktober 1943 bis Anfang 1944 zur 4. SS-Polizei-Panzergrenadier-Division zur „Partisanenbekämpfung“ nach Nordgriechenland und Jugoslawien.
Ende März 1944 rief ihn Ernst Kaltenbrunner oder auch Heinrich Himmler selbst zurück zur Sicherheitspolizei und Mitte 1944 zog Schöngarth in die Niederlande („Reichskommissariat Niederlande“), nach Den Haag, um dort am 1. Juni 1944 das Amt des BdS beim Reichskommissar für die besetzten niederländischen Gebiete – Arthur Seyß-Inquart – einzunehmen, als Nachfolger von Erich Naumann. Sein unmittelbarer Vorgesetzter war der Generalkommissar für das Sicherheitswesen, der HSSPF Hanns Albin Rauter, der aufgrund seiner starken Stellung und der von ihm betriebenen Zurückdrängung Seyß-Inquarts die zentrale NS-Figur in den besetzten Niederlanden war.
Schöngarth geriet gleich nach Amtsantritt zwischen den verstärkten äußeren, militärischen Druck nach der Landung der Alliierten in Nord-Frankreich (Operation Overlord) und die sich verstärkende Widerstandstätigkeit der niederländischen Bevölkerung. Er reagierte darauf, indem er „polnische Verhältnisse“ in den besetzten Niederlanden einführte. Bereits August/September ließ er 450 Widerstandskämpfer im KZ Herzogenbusch erschießen. Sein Untergebener Erich Deppner (damals Haupt der Abt. IV: Terroristenbekämpfung) wurde damit beauftragt. Am 11. September 1944 gab er den Befehl, hart zuzuschlagen: „Wann immer bekannt wird, dass irgendeine illegale Versammlung abgehalten wird oder Widerstandszentren ausgemacht werden können, so sind diese Versammlungen rücksichtslos zu sprengen und die Teilnehmer niederzumachen.“ („Niedermachungsbefehl“). Für jeden Anschlag oder Sabotageakt von Widerstandsgruppen wurden Hinrichtungen vorgenommen („Vergeltungsaktionen“).
Als in der Nacht vom 6./7. März 1945 von einer niederländischen Widerstandsgruppe ein Anschlag auf seinen Vorgesetzten Rauter verübt und dieser dabei schwer verletzt wurde, wurden als „Vergeltungsmaßnahme“ 263 Gefangene hingerichtet: 117 in Woeste Hoeve (dem Ort des Anschlags in der Nähe von Apeldoorn), 38 in Den Haag (Waalsdorpervlakte), 53 in Amsterdam, 49 im Durchgangslager Amersfoort und 6 in Utrecht.
Bei den Verhandlungen vor dem Internationalen Nürnberger Gerichtshof konnte die eindeutige Verantwortlichkeit von Schöngarth für diese Vergeltungsaktion nicht geklärt werden, und so wurde er für dieses Verbrechen nicht verurteilt, auch nicht für die letzten Deportationen von Juden aus dem Durchgangslager Westerbork in das KZ Auschwitz-Birkenau, die ebenfalls in seinem Verantwortungsbereich lagen.

## Nach dem Krieg
Der Internationale Militärgerichtshof konnte Schöngarth die direkte Beteiligung an den zahlreichen Massenmorden nicht nachweisen bzw. die Verantwortung nicht eindeutig zuweisen, obgleich er zum Beispiel sowohl für die Verhaftung der Professoren der Jagiellonen-Universität im Rahmen der Sonderaktion Krakau 1939 als auch für die Ermordung polnischer Professoren der Lemberger Hochschulen 1941 verantwortlich war.
Ein in Burgsteinfurt tagendes britisches Militärgericht griff jedoch einen Fall auf, bei dem Schöngarth unmittelbar beteiligt bzw. anwesend war und selbst den Tötungsbefehl gab. Am 21. November 1944 war die Besatzung eines alliierten Flugzeugs nahe Enschede mit dem Fallschirm abgesprungen. Einer dieser Gruppe landete zufällig in der Nähe eines Gebäudes, in dem sich das örtliche Hauptquartier der Gestapo befand. Der Pilot wurde gefangen genommen und zur Gestapo gebracht. Schöngarth, der während dieser Vorfälle anwesend war, gab wohl den Befehl, den alliierten Soldaten als Saboteur zu behandeln und hinzurichten (obwohl dies während der Verhandlung von ihm abgestritten wurde). Der alliierte Soldat wurde in einem nahegelegenen Waldstück durch Genickschuss getötet (vergleiche hierzu Fliegermorde).
Vom britischen Militärgericht wurden im Zusammenhang mit diesem Mord insgesamt sieben Personen wegen der Missachtung von Kriegsgesetzen angeklagt:
- Karl Georg Eberhard Schöngarth
- Friedrich Beeck (Kriminal-Sekretär/SS-Obersturmführer)
- Wilhelm Hadler (Kriminal-Sekretär und SS-Untersturmführer)
- Erwin Knop (Kriminal-Kommissar)
- Herbert Fritz Willi Gernoth (Kriminal-Sekretär)
- Erich Lebing (SS-Scharführer)
- Fritz Boehm (SS-Oberscharführer)

Schöngarth, Beeck, Hadler, Knop und Gernoth wurden aufgrund dieses Verbrechens zum Tode verurteilt und am 16. Mai 1946 im Zuchthaus Hameln durch den Henker Albert Pierrepoint gehängt. Lebing wurde zu 15 Jahren, Boehm zu 10 Jahren Haft verurteilt.

## SS-Laufbahn
- SS-Brigadeführer und Generalmajor der Polizei, 30. Januar 1943
- SS-Oberführer, 30. Januar 1941
- SS-Standartenführer, 1. Januar 1940
- SS-Obersturmbannführer, 10. September 1939
- SS-Sturmbannführer, 1. August 1938
- SS-Hauptsturmführer, 20. April 1938
- SS-Obersturmführer, 30. Januar 1938
- SS-Untersturmführer, 9. November 1936

## Auszeichnungen
- Kriegsverdienstkreuz 1. Klasse mit Schwertern
- Kriegsverdienstkreuz 2. Klasse mit Schwertern
- Deutsches Reichssportabzeichen
- Ehrendegen des Reichsführers SS
- Totenkopfring der SS

## Film
In folgenden Filmen wird Schöngarth vom jeweils genannten Schauspieler dargestellt:
- Die Wannseekonferenz. 1984 (Gerd Rigauer)
- Die Wannseekonferenz. 2001 (Peter Sullivan)
- Die Wannseekonferenz. 2022 (Maximilian Brückner)